# Epilierer

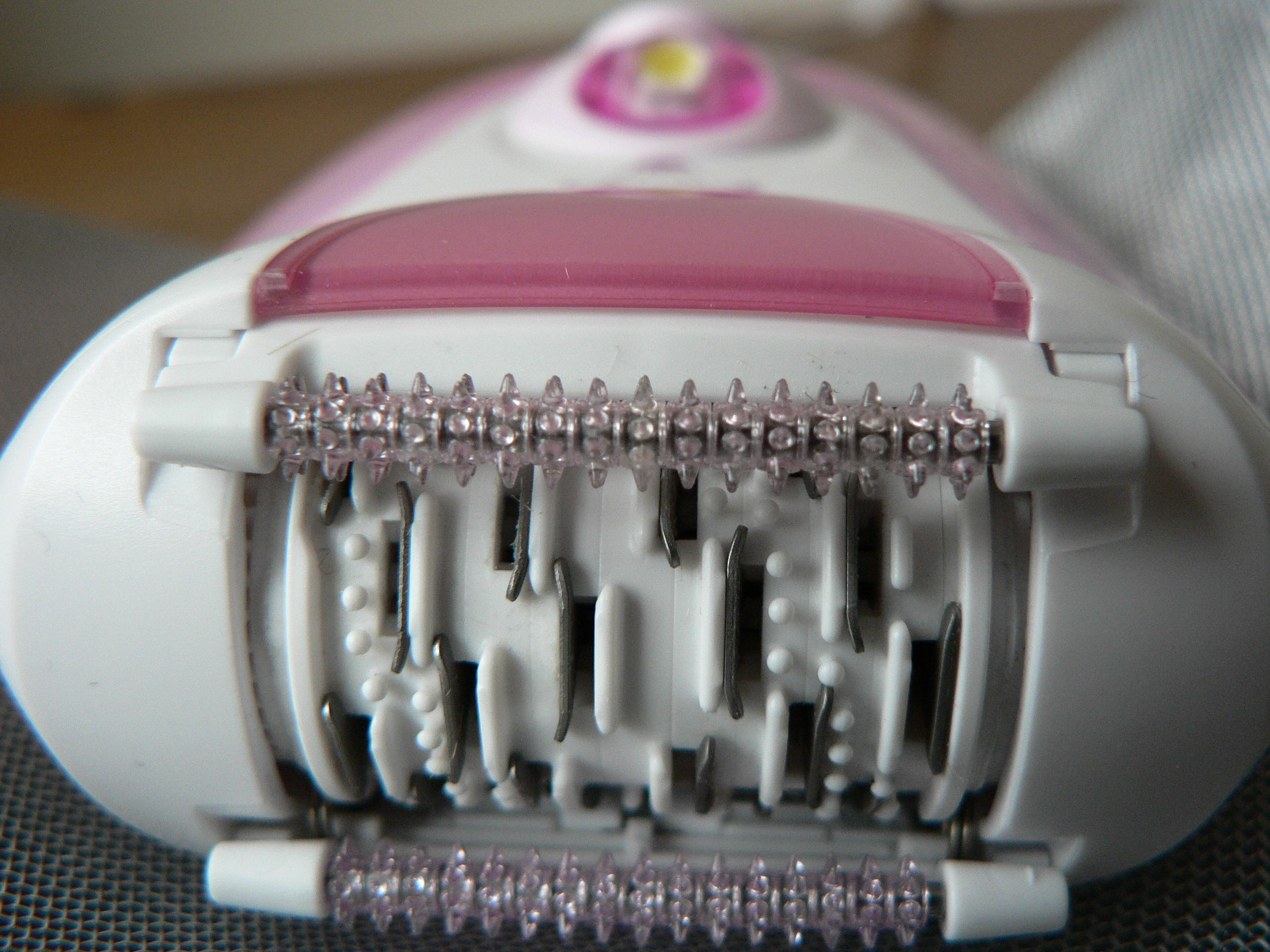
Epiliergerät – von unten betrachtet

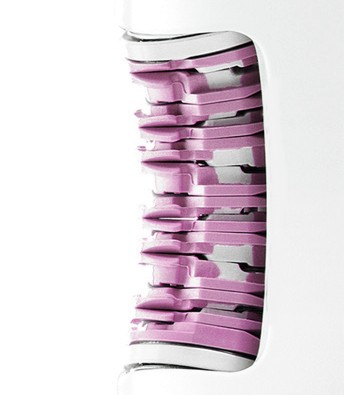
Pinzetten des Epiliergeräts

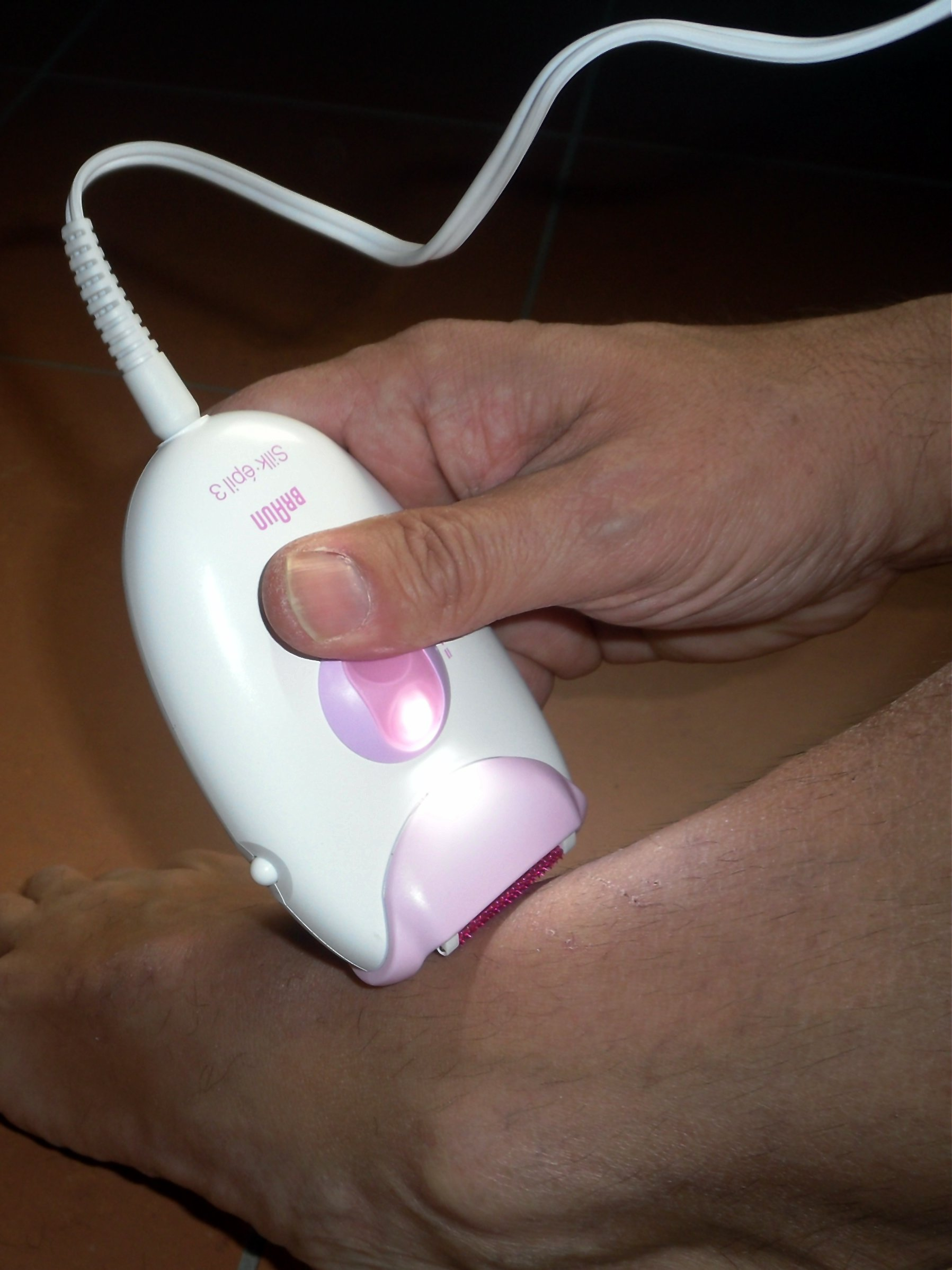
Epilierer in Gebrauch

Ein Epilierer (auch als Epiliergerät bezeichnet) ist ein elektrisches Gerät zur mechanischen Haarentfernung. Während das Erscheinungsbild einem Rasierapparat ähnelt, unterscheidet es sich grundlegend in seinem funktionalen Aufbau. Die Haare werden hierbei nicht an der Oberfläche abgeschnitten, sondern samt den Wurzeln mittels rotierender Walzen herausgerissen.

## Prinzip und Durchführung
Ein Epilierer wird üblicherweise zur Entfernung unerwünschter Körperhaare verwendet. Es sind verschiedene Geräte auf dem Markt, die sich in Bauweise und Qualität unterscheiden. Mitunter werden erweiterte Funktionen angeboten, wie die Kombination mit einer Rasierfunktion, Kühlung der Haut zur Schmerzvermeidung oder die Fähigkeit zur Epilation im Intimbereich.
Das Gerät sollte im rechten Winkel zur Hautoberfläche stehen und dabei gegen die Haarwuchsrichtung geführt werden. Wichtig ist, dass die Haut während der Anwendung straff gezogen wird.

## Anwendung im Intimbereich
Obwohl Epilierer ursprünglich für die Verwendung an den Beinen entwickelt wurden, lassen sich zahlreiche moderne Geräte auch für die Schamhaarentfernung nutzen. Die Schamhaare sollten hierfür gestutzt werden oder aber rasiert, sodass dann die nachwachsenden Haare epiliert werden können. Diese sollten einige Millimeter lang sein, damit der Epilierer sie erfassen kann.
Mittlerweile existieren auch sogenannte All-in-one-Geräte. Diese haben mehrere Aufsätze und sind somit bestens für die verschiedenen Körperbereiche verwendbar. So ist selbst die Anwendung eines Epilierers im Gesichtsbereich, mit einem dafür geeigneten Gerät, unbedenklich.

## Vor- und Nachteile
Sowohl Vor- als auch Nachteile sind ähnlich wie bei anderen Formen der temporären Epilation.
Vorteile
Der Vorteil liegt in der, im Gegensatz zur Rasur, vollständig glatten Hautoberfläche, sowie der langanhaltenden Haarlosigkeit. Die epilierten Hautregionen sind in der Regel für mehrere Wochen haarfrei. Mit der Dauer der Anwendung lässt außerdem der Haarwuchs nach und die Haare werden feiner. Die Anwendung eines Epiliergerätes ist im Ergebnis vergleichbar mit Brazilian Waxing, jedoch weitaus günstiger.
Nachteile
Von vielen Anwendern wird die Epilation als unangenehm oder schmerzhaft empfunden, gerade im Achsel- und Intimbereich. Ein weiteres Problem kann in einwachsenden Haaren bestehen. Diesen kann man durch regelmäßiges Peeling entgegenwirken.